# خوآن خوزه کاستلی
خوآن خوزه کاستلی (انگلیسی: Juan José Castelli؛ ۱۹ ژوئیه ۱۷۶۴ – ۱۲ اکتبر ۱۸۱۲) سیاستمدار و وکیل اهل آرژانتین بود. او یکی از رهبران انقلاب مه بود که منجر به جنگ استقلال آرژانتین شد. او یک کارزار نظامی ناموفق را در پرو علیا رهبری کرد.
خوان خوزه کاستلی در بوئنوس آیرس به دنیا آمد و در همان‌جا به مدرسه رفت و سپس به کالج مونسرات در شهر کوردوبا، آرژانتین رفت. وی در نهایت از دانشگاه چارکاس در پروی علیا به عنوان یک وکیل حقوقی فارغ‌التحصیل شد. پسر عموی او، مانوئل بلگرانو، او را به مدیریت عمومی نایب‌الملک‌نشین ریو د لا پلاتا معرفی کرد. کاستلی همراه با بلگرانو، نیکلاس رودریگز پنیا و هیپولیتو ویتس، به طراحی انقلاب برای جایگزینی پادشاهی مطلقه با ایده‌های جدید عصر روشنگری پرداخت. او میهن‌پرستان بوئنوس آیرس را در طول انقلاب مه رهبری کرد. انقلابی که با برکناری نایب‌السلطنه بالتازار هیدالگو د سیسنروس از قدرت به پایان رسید. او به دلیل سخنرانی خود در کابیلدوی علنی که در ۲۲ مه ۱۸۱۰ در بوئنوس آیرس برگزار شد به عنوان «سخنگوی انقلاب» شناخته شده‌است.

## زندگی‌نامه

### اوایل زندگی
کاستلی در سال ۱۷۶۴ در بوئنوس آیرس به دنیا آمد. او اولین فرزند از هشت فرزند یک پزشک ونیزی به نام آنجل کاستلی سالومون، و جوزفا ویلارینو بود که از بستگان مانوئل بلگرانو بود.
او توسط یسوعی‌ها اندکی قبل از اخراج آنها آموزش دید و در کالج ملی بوئنوس آیرس تحصیل کرد. بنابر آنچه مرسوم بود یکی از فرزندان خانواده کاستلی می‌باید به مقام کشیشی منصوب شود و خوان خوزه برای این کار انتخاب شد. او برای تحصیل در کالج مونسرات که بخشی از دانشگاه کوردوبا بود فرستاده شد. او تحت تأثیر آثار ولتر، دنی دیدرو و به ویژه کتاب قرارداد اجتماعی ژان ژاک روسو بود. او هم‌شاگردی مردانی بود که بعداً در زندگی عمومی آمریکای جنوبی تأثیر گذاشتند، از جمله ساتورنینو رودریگز پنیا، خوان خوزه پاسو، مانوئل آلبرتی، پدرو مدرانو، و خوان مارتینز د روزاس، و دیگران. او روی تحصیل فلسفه و الهیات متمرکز شد، اما هنگامی که پدرش در سال ۱۷۸۵ درگذشت، کار کشیشی را رها کرد، کاری که برای آن هیچ تمایل قوی در خود احساس نمی‌کرد.
با رد پیشنهاد مادرش مبنی بر اینکه او به اسپانیا برای تحصیل در دانشگاه سالامانکا و آلکالا دو هنارس برود، او در کنار پسر عمویش مانوئل بلگرانو، در دانشگاه چوکیساکا، در پرو علیا (بولیوی امروزی) در رشته حقوق ثبت نام کرد. در آنجا، او به مطالعه و آموزش در مورد انقلاب فرانسه که در جریان بود، و ایده‌های جدید عصر روشنگری پرداخت. او همچنین با شورش توپاک آماروی دوم در سال ۱۷۸۲ و سرکوب مردم بومی آشنا شد، که بر اقدامات او در مبارزات انتخاباتی آینده‌اش در پرو علیا تأثیر گذاشت. قبل از بازگشت به بوئنوس آیرس، او از پوتوسی بازدید کرد و شاهد استفاده از نیروی کار برده در معادن بود.

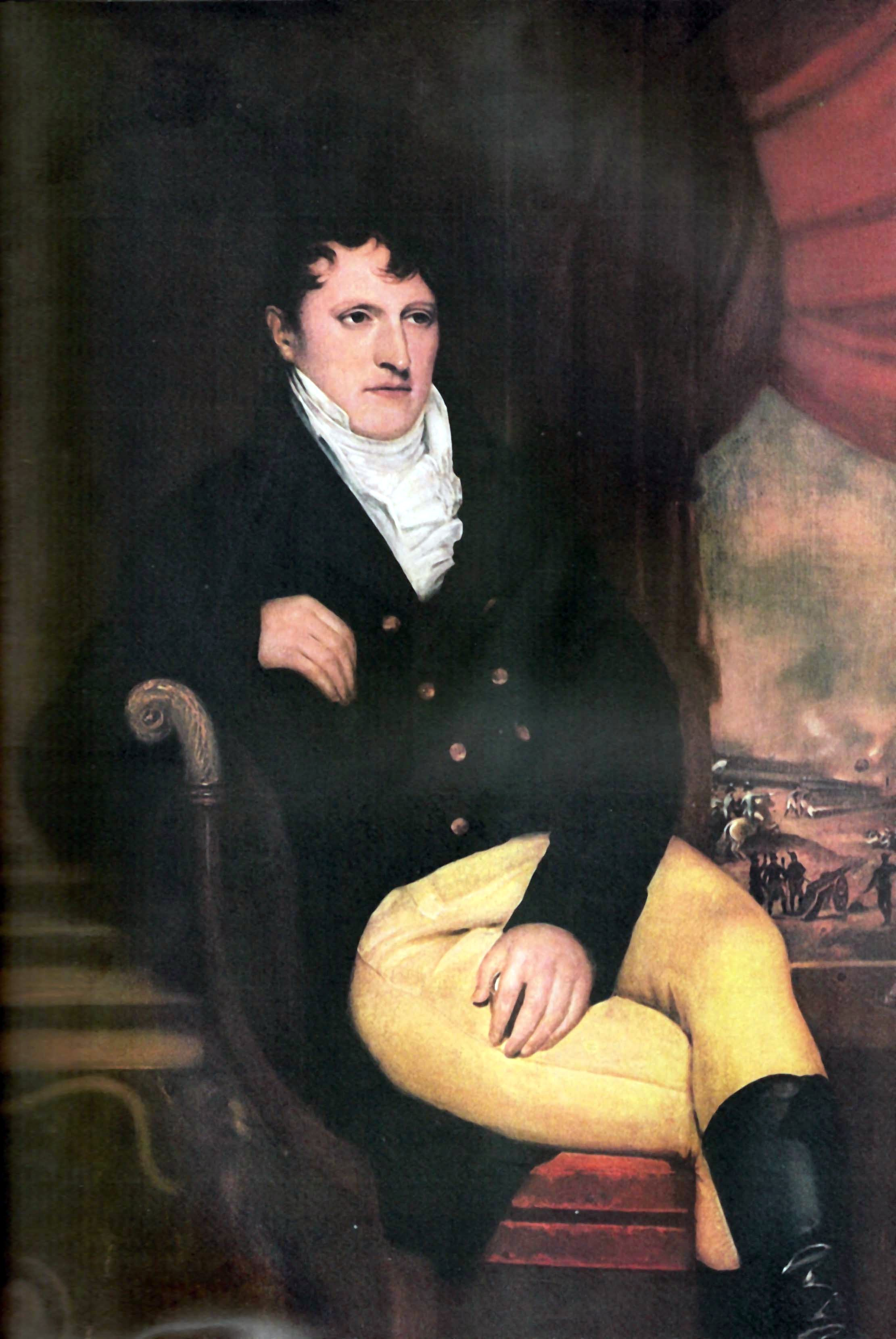
مانوئل بلگرانو، پسر عموی کاستلی، با او در کنسولگری و در روزنامه‌های محلی کار می‌کرد.

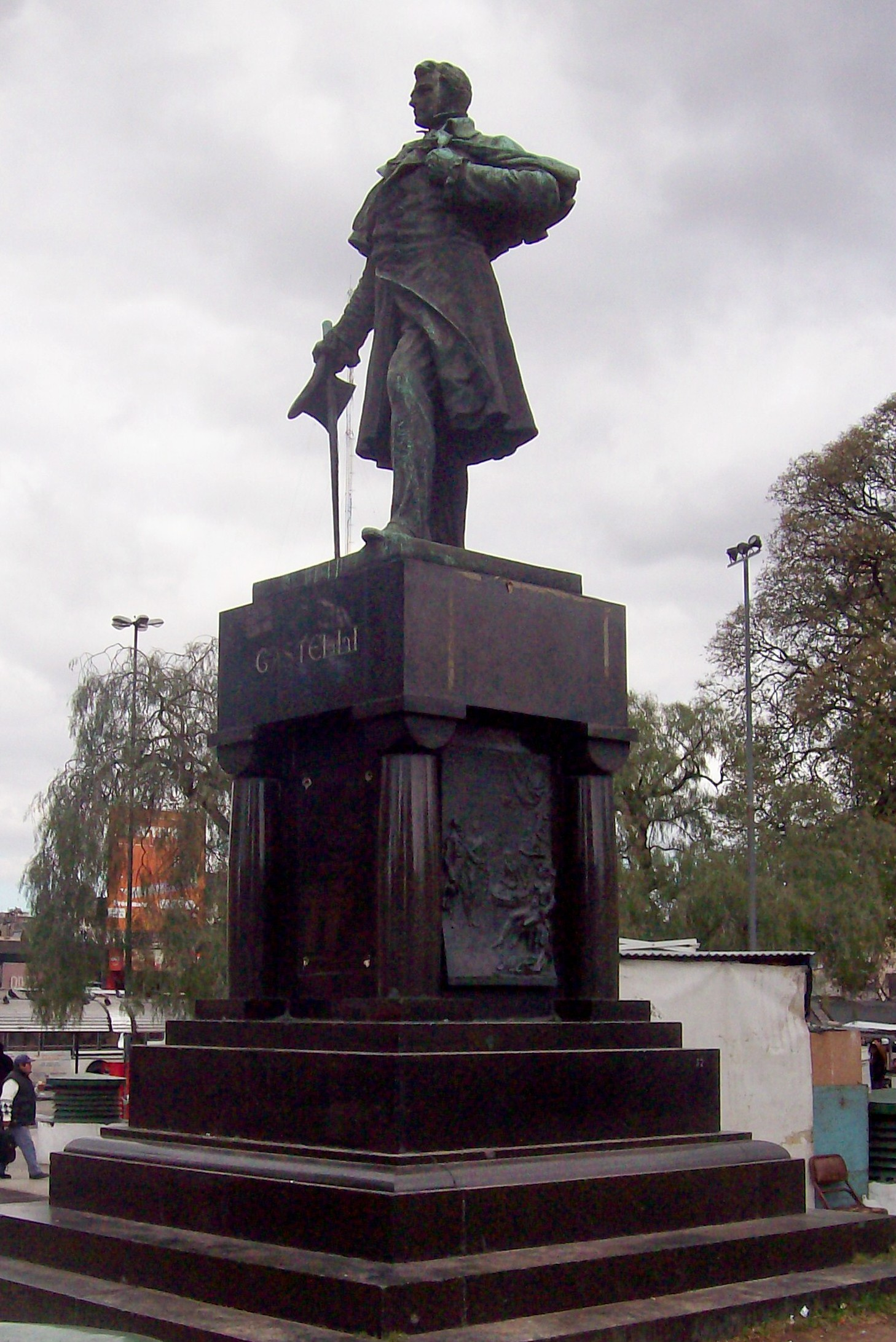
بنای یادبود خوان خوزه کاستلی در میدان قانون اساسی، شهر بوئنوس آیرس.

## نخستین اقدامات سیاسی
روشنفکران مناطق تحت نایب‌السلطنه نسخه‌ای از اعلامیه حقوق بشر و شهروند را که توسط انقلاب فرانسه در سال ۱۷۸۹ منتشر شد، دریافت کردند و مخفیانه توزیع کردند. در همین حین، بلگرانو از تحصیلات خود در اروپا بازگشت و به عنوان منشی دائمی کنسولگری جدید بازرگانی بوئنوس آیرس منصوب شد. بلگرانو و کاستلی نظرات مشابهی در مورد امتیازات تجاری انحصاری اسپانیا و حقوق بومیان داشتند. بلگرانو تلاش کرد کاستلی را به عنوان دبیر موقت کنسولگری به عنوان دستیار خود منصوب کند، اما با مخالفت شدید بازرگانان شبه‌جزیره مواجه شد، که این انتصاب را تا سال ۱۷۹۶ به تعویق انداختند. او می‌خواست که کاستلی در صورت استعفا جانشین او شود.
مخالفت مشابهی در انتخابات ۱۷۹۹ نمایندگان بوینس آیرس وجود داشت: کاستلی به عنوان سومین رئیس شورای شهرداران انتخاب شد، اما توسط بازرگانان مرتبط با بندر کادیز رد شد. این درگیری یک سال به طول انجامید تا اینکه تاجر برجسته محلی کورنلیو ساودرا یادداشتی نوشت و کاستلی را توصیه کرد. نایب السلطنه آویلس سرانجام در ماه مه ۱۸۰۰ با فرمان سلطنتی او را تأیید کرد. با این حال کاستلی این پست را به دلیل حجم بالای کارش در کنسولگری رد کرد. این امر توسط بازرگانان شبه‌جزیره، مانند مارتین د آلزاگا، که در شورای شهرداران نفوذ داشت، به عنوان توهین تلقی می‌شد.